# Antoine Pevsner
Antoine Pevsner (30 de janeiro [OS 18 de janeiro] 1886 - 12 de abril de 1962) foi um escultor russo e irmão mais velho de Alexii Pevsner e Naum Gabo. Tanto Antoine quanto Naum são considerados pioneiros da escultura do século XX.

## Biografia
Pevsner nasceu como Natan Borisovich Pevzner  em Oryol, Império Russo, em uma família judia. Entre os criadores e tendo cunhado o termo, Construtivismo e pioneiros da Arte Cinética, Pevsner e seu irmão Naum Gabo descobriram um novo uso para metais e soldagem e fizeram um novo casamento entre arte e matemática. Pevsner disse: "A arte deve ser inspiração controlada pela matemática. Eu preciso de paz, sinfonia, orquestração". Ele foi um dos primeiros a usar o maçarico na escultura, soldando varetas de cobre em formas esculturais  e junto com seu irmão, Naum, emitiu o Manifesto realista em 1920.
Ele deixou a União Soviética em 1923 e se mudou para Paris, onde viveria pelo resto de sua vida.
Entre as homenagens que recebeu estão uma retrospectiva no Museu de Arte Moderna de Paris (1956-7) e a Legião de Honra (1961). 
Pevsner está enterrado em Paris.